# Атерини
Атерина (Atherina) е род риби от семейство Сребространни корюшки (Atherinidae), срещащи се в умерените и тропическите зони. До 15 cm дълги, те са широко разпространени в Средиземно море, Черно море, Азовско море, в лагуни и естуари. Стигат до ниското течение на реките Днепър, Южен Буг, Днестър и Дунав.

## Видове
Към 2025 г. има пет признати вида в този род:
- Atherina boyeri A. Risso, 1810 г.
- Atherina breviceps Valenciennes, 1835 г.
- Atherina hepsetus Линей, 1758 г.
- Atherina lopeziana Rossignol & Blache, 1961 г.
- Atherina presbyter Ж. Кювие, 1829 г.

## Търговско значение
Видовете от род Атерина са част от традиционната италианска, каталунска, окситанска, южноукраинска, турска и гръцка кухня, често в пържена форма. Рибите се овалват леко с пшенично брашно, преди да се изпържат в сгорещен зехтин. В Украйна и Гърция това е търговски значим вид.

## Вкаменелости
Открити са фосили на риби от род Атерина от епохата на еоцена до миоцена (от 55,8 до 11,608 милиона години). Вкаменелости са открити в Казахстан и Италия.